# Grekiska räkneord
Grekiska räkneord är som prefix allmänt förekommande i matematiken och naturvetenskapen.
Det kan finns flera alternativa stavelser eller uttal till vissa räkneord som man kan träffa på, dessa alternativ står under egen kolumn. Det kan också vara så att dessa räkneord är mer eller mindre försvenskade och förkortade, för att passa vårt uttal. Inom matematiken förekommer de ofta som sådana. Några exempel på var dessa förstavelser (prefix) kan förekomma står under egen kolumn.
| Tal | Grekiskt prefix | Alternativ stavning | Användning |
| --- | --------------- | ------------------- | ---------- |
| 1   | mono            | ena                 | monolog    |
| 2   | di              | dio                 | dialog     |
| 3   | tri             | tria                | triangel   |
| 4   | tetra           | tessera             | tetraeder  |
| 5   | penta           | pente               | pentagon   |
| 6   | hexa            | hexi                | hexagon    |
| 7   | hepta           | hepta               | heptagon   |
| 8   | okta            | octo                | oktaeder   |
| 9   | nona            | ennea               | nonagon    |
| 10  | deka            | deca                | dekalog    |

| Tal | Grekiskt prefix | Alternativ stavning | Användning |
| --- | --------------- | ------------------- | ---------- |
| 11  | hendeka         | hendeca             | hendekagon |
| 12  | dodeka          | dodeca              | dodekaeder |
| 20  | ikosa           | icosi               | ikosaeder  |